# 한여름 밤의 꿈 (대한민국의 드라마)
《한여름 밤의 꿈》은 1991년 8월 4일에 방영한 MBC 베스트극장이다. 결혼을 앞둔 미혼 남녀의 꿈과 환상을 세 편의 옴니버스 코믹 드라마로 엮었다.

## 제1화: 고속버스 맞선

### 줄거리
지방 출장을 가는 고속버스 안에서 이상형의 여자를 만난 노총각 김대리의 이야기다.

### 등장 인물

#### 주요 인물
- 강남길 : 김경환 역
- 김혜수 : 최미혜 역

#### 그 외 인물
- 박용식 : 후세인 역
- 전희룡 : 여행사 직원 역
- 유준석 : 여행사 직원 역
- 최천심 : 여행사 직원 역
- 이정민 : 안내양 역

## 제2화: 무인도 블루스

### 줄거리
바다 낚시를 떠났다가 무인도에 표류한 직장 동료인 혜영과 미숙이 그 섬에서 우연히 만난 청년에게 서로 환심을 사기 위해 노력하는 모습을 보인다.

### 등장 인물

#### 주요 인물
- 조민수 : 혜영 역
- 최민수 : 형주 역
- 이연수 : 미숙 역

#### 그 외 인물
- 문회원 : 신용판매과 최 선생 역
- 남영진 : 신용판매과 남 선생 역
- 이재훈 : 선장 역
- 김선동 : 백화점 직원 역
- 이혜진 : 백화점 직원 역
- 곽은주 : 백화점 직원 역

## 제3화: 여왕개미

### 줄거리
첫 월급을 받은 직원들에게 미모를 무기로 접근하여 월급을 몽땅 써버리게 만드는 여자 사원 미진과 그녀에게 복수하려는 석호의 이야기다.

### 등장 인물

#### 주요 인물
- 정한용 : 윤석호 역
- 하희라 : 최미진 역

#### 그 외 인물
- 박병훈 : 석호의 친구 역
- 문용민 : 석호의 친구 역
- 오현섭 : 석호의 친구 역
- 양희경 : 여직원 역
- 정혜승 : 여직원 역
- 박재영 : 여직원 역
- 양은민 : 여직원 역
- 정수정 : 여직원 역

## 삽입곡
- 펠릭스 멘델스존 - 《한여름 밤의 꿈》 중에서 〈서곡〉, 〈스케르죠〉, 〈결혼행진곡〉